# Collège Bryn Mawr
Le collège Bryn Mawr  (en anglais : Bryn Mawr College) est une université d'arts libéraux réservée aux femmes, fondée en 1885 et située à Bryn Mawr, dans le Commonwealth de Pennsylvanie, à une dizaine de kilomètres à l'ouest de Philadelphie.
Le collège Bryn Mawr fait partie des « Sept Sœurs » et du Tri-College Consortium.

## Personnalités liées au collège

### Présidents
Le premier président est James Rhoads (en). Martha Thomas, nommée doyenne (dean) en 1884, est nommée présidente en 1894 et dirige le collège jusqu'à sa retraite en 1922. Elle est la figure marquante des débuts du collège, qu'elle dirige pendant près de quarante ans. Marion Edwards Park (en) lui succède comme troisième présidente (1922-1942), puis Katharine Elizabeth McBride (en) est la quatrième présidente (1942-1970), suivie de Harris Wofford (1970-1977), Mary Patterson McPherson (1977-1997), Nancy J. Vickers (1997-2008), Jane Dammen McAuliffe (en) (2008-2013)
Kim Cassidy (en) est présidente depuis 2014, après une année où elle fait fonction.

### Enseignants
- Magda B. Arnold (1948-1950), psychologue.
- Nancy Dorian (1936-2024), linguiste et anthropologue.
- Michelle Francl (1986-), chimiste.
- Fanny Gates, physicienne.
- Frederica de Laguna, archéologue.
- Lillian Rosanoff Lieber (1886-1986), mathématicienne et auteure.
- Frieda S. Miller (1890-1973), haut fonctionnaire américaine.
- Marcelle Pardé (1919-1929)

### Étudiantes
- Deborah Ahenkorah, professeure ghanéenne.
- Emily Greene Balch, sociologue, prix Nobel
- Madeleine Sylvain-Bouchereau, sociologue haïtienne
- Matilda Moldenhauer Brooks, biologiste.
- Alice Mossie Brues, anthropologue américaine
- Esther Byrnes, biologiste et professeure de sciences américaine.
- Iris Calderhead (1913), suffragiste.
- Kate Claghorn, (1892), sociologue et économiste.
- Martha Gellhorn (1920), écrivaine et correspondante de guerre, troisième femme d'Ernest Hemingway.
- Katharine Hepburn (1928)[3], actrice américaine, 4 oscars dans la catégorie de la meilleure actrice,
- Margaret Kennard (1922), neurologue et neuropsychologue
- Catherine Clark Kroeger, bibliste.
- Marie Litzinger, mathématicienne.
- Lindsay Northover, femme politique.
- Marcella O'Grady reçoit une bourse de recherche en biologie (1887-1889).
- Marian Irwin Osterhout (1888-1973), physiologiste.
- Hadley Richardson, (19??), première épouse d'Ernest Hemingway.
- Marie-Odile Sweetser (1950) professeure de littérature française
- Yvonne Tsikata, économiste ghanéenne et vice-présidente et de la Banque mondiale.
- Katharine Way, physicienne nucléaire.
- Janet Whitaker (1936), femme politique britannique.

### Autres personnalités
- Mary Garrett, mécène du collège.

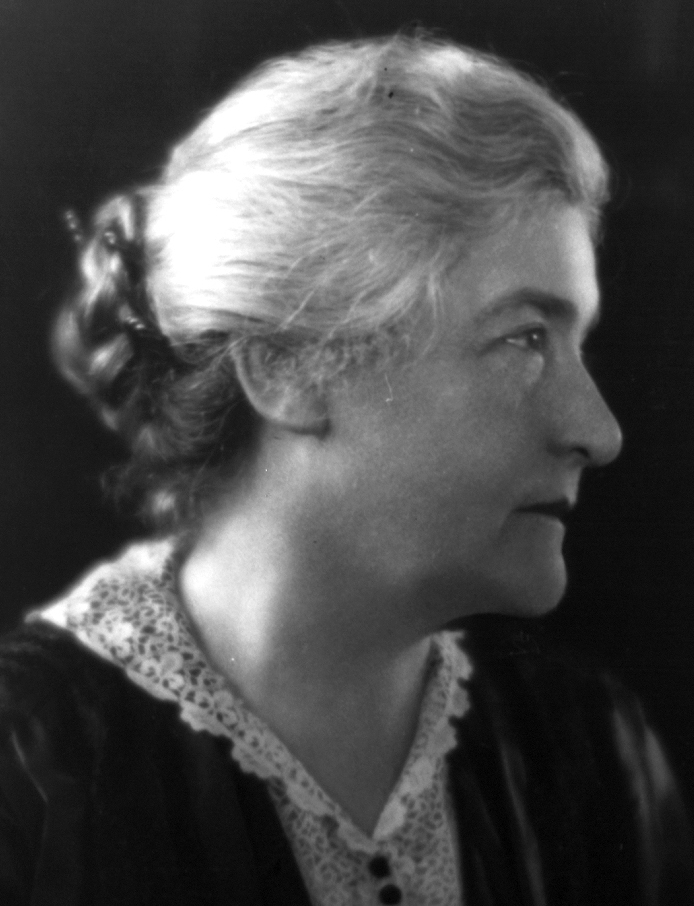
M. Carey Thomas (1919).
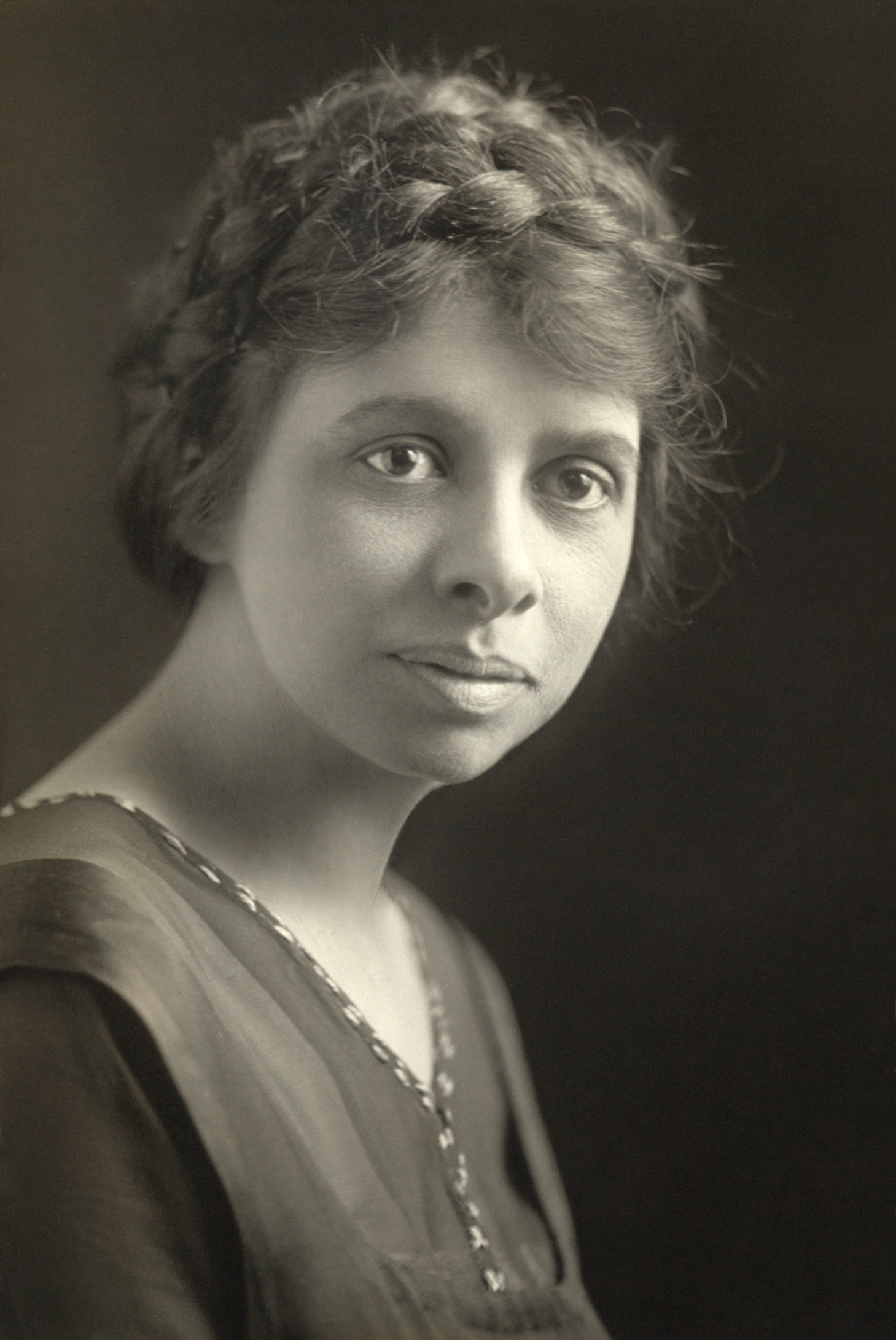
Iris Calderhead, suffragiste.
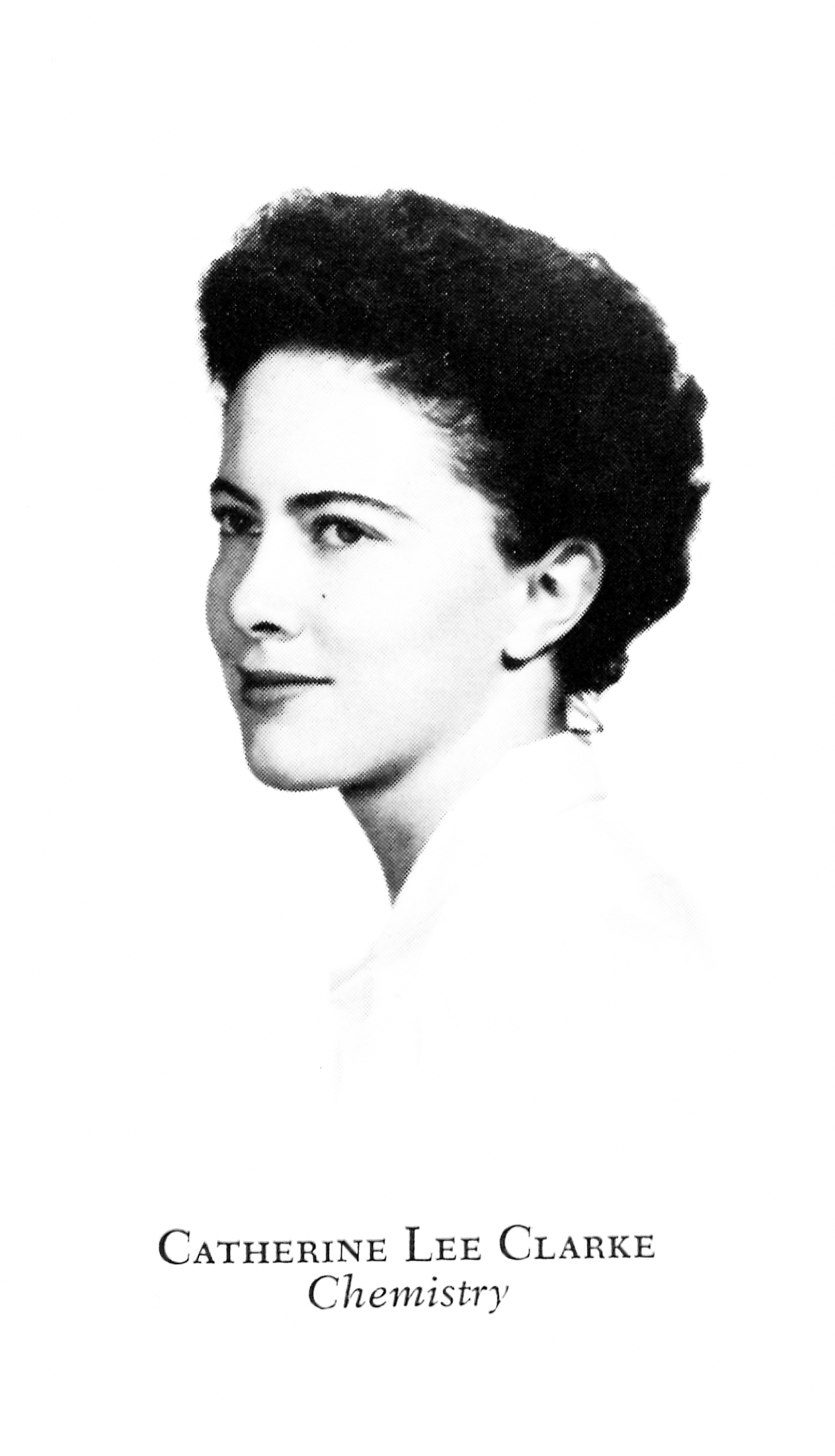
Catherine Fenselau, chimiste.
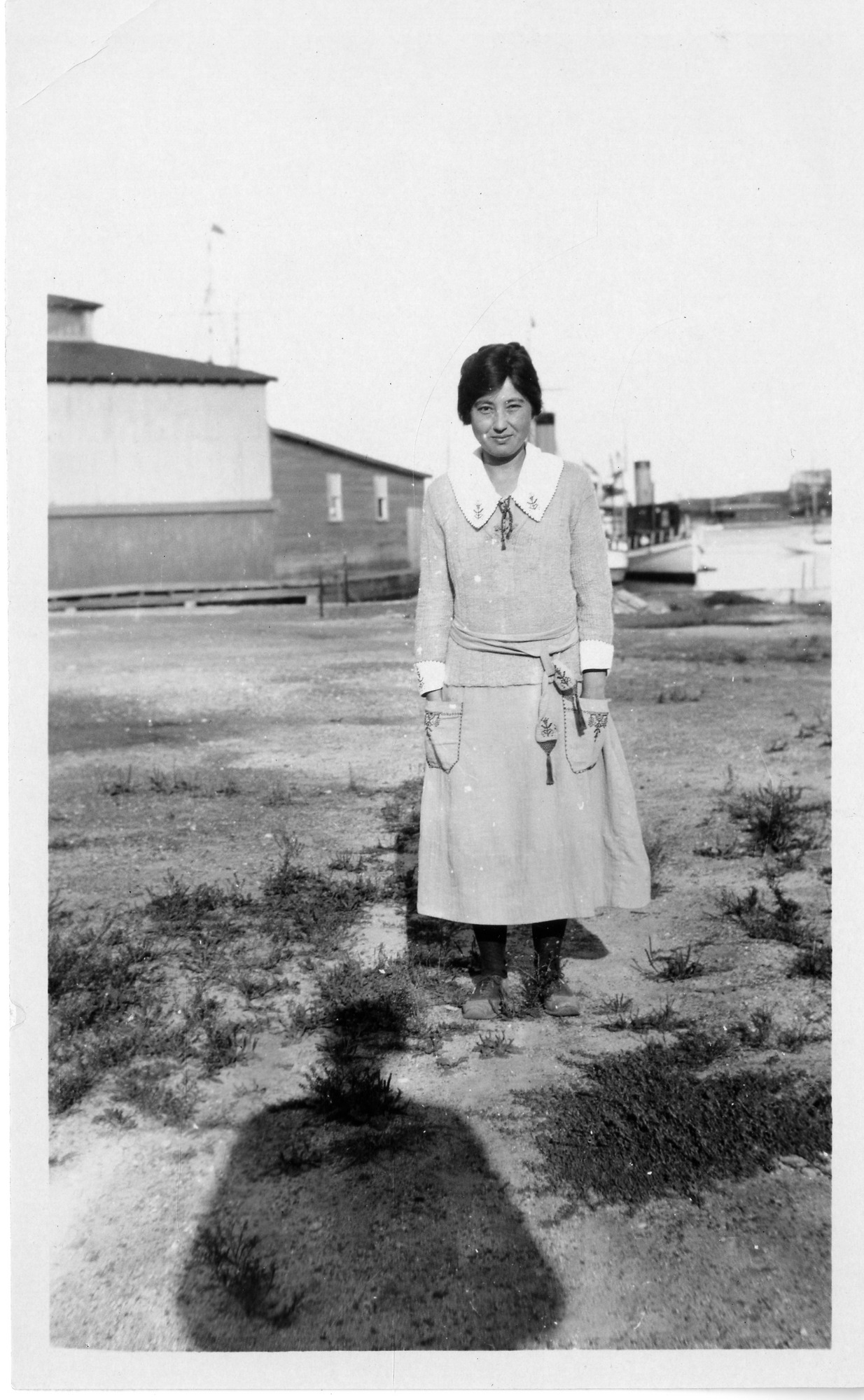
Marian Osterhout, physiologiste.
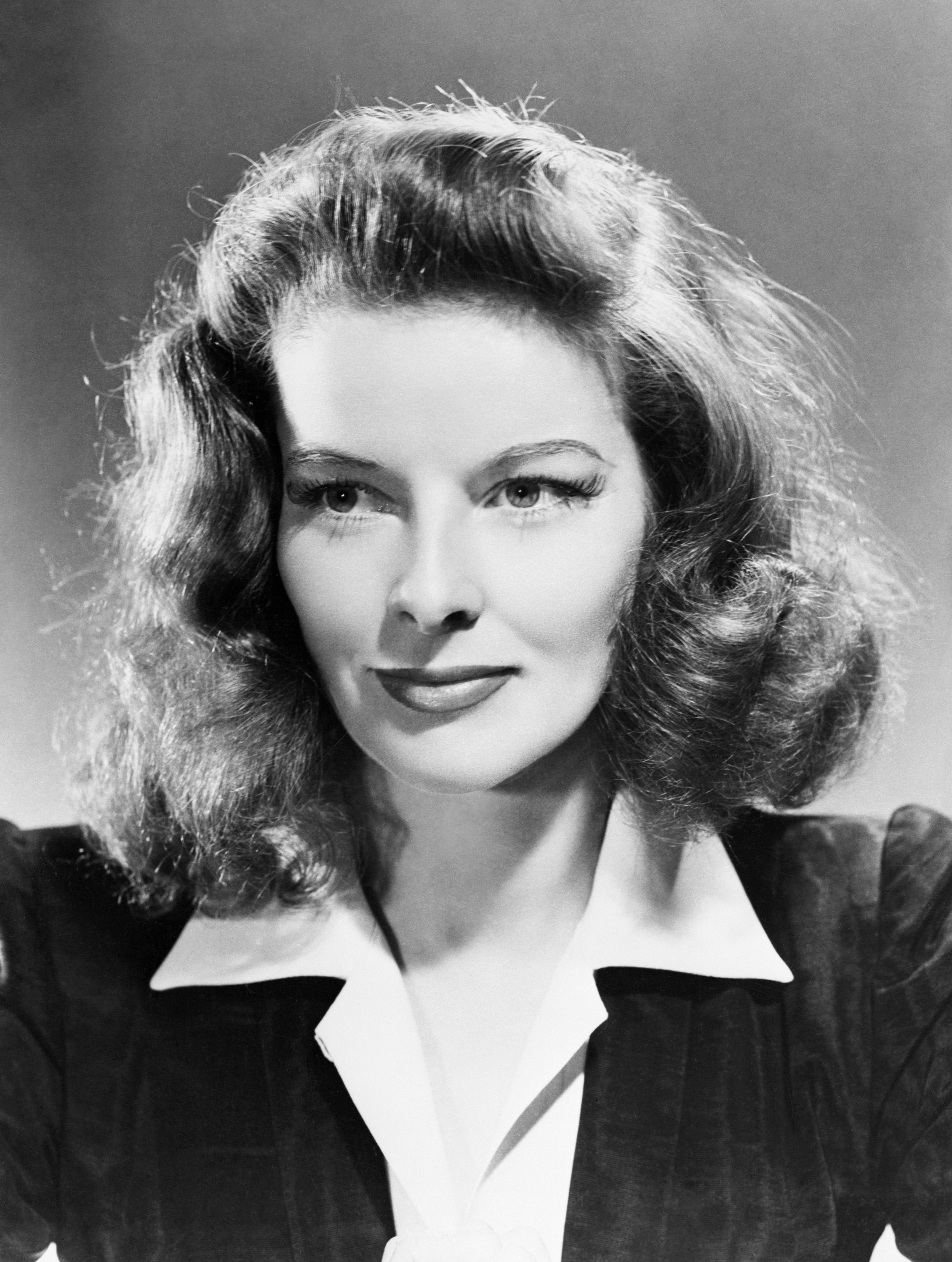
Katharine Hepburn, actrice.
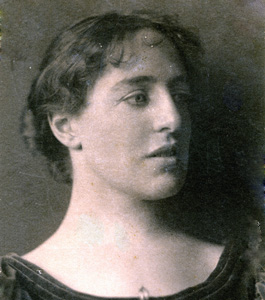
Wilmer Cave Wright, philologue.
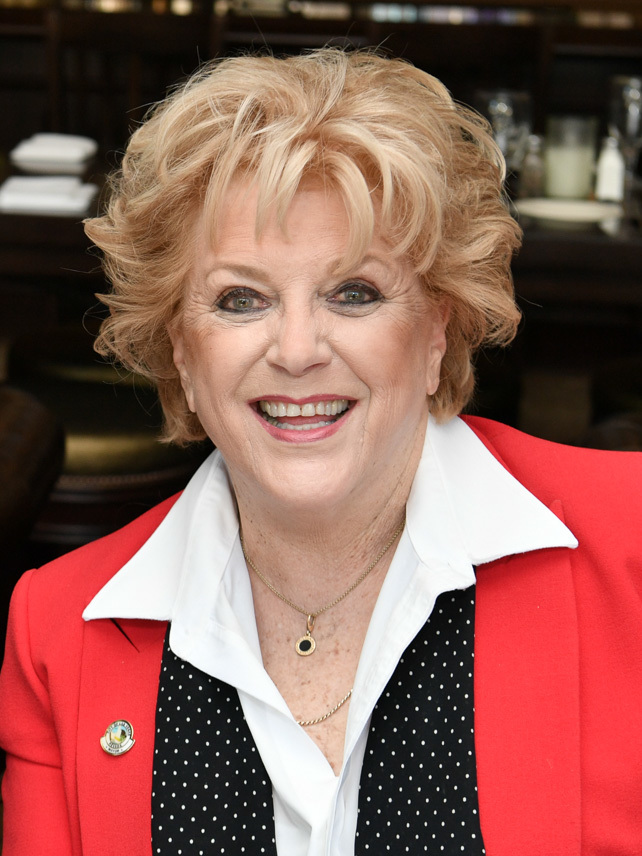
Carolyn Goodman, femme politique.
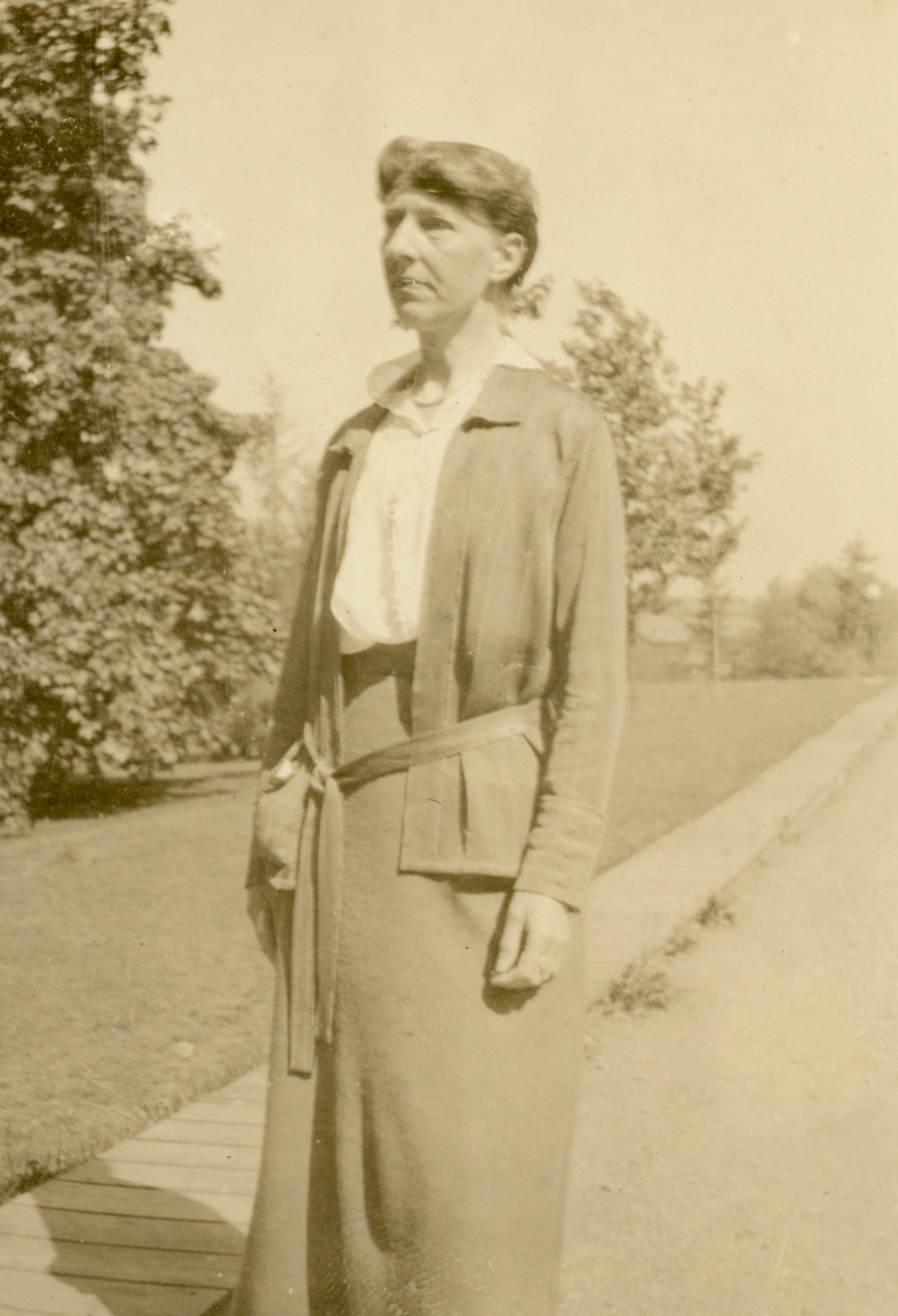
Isabel Maddison.

## Galerie

Collège Bryn Mawr
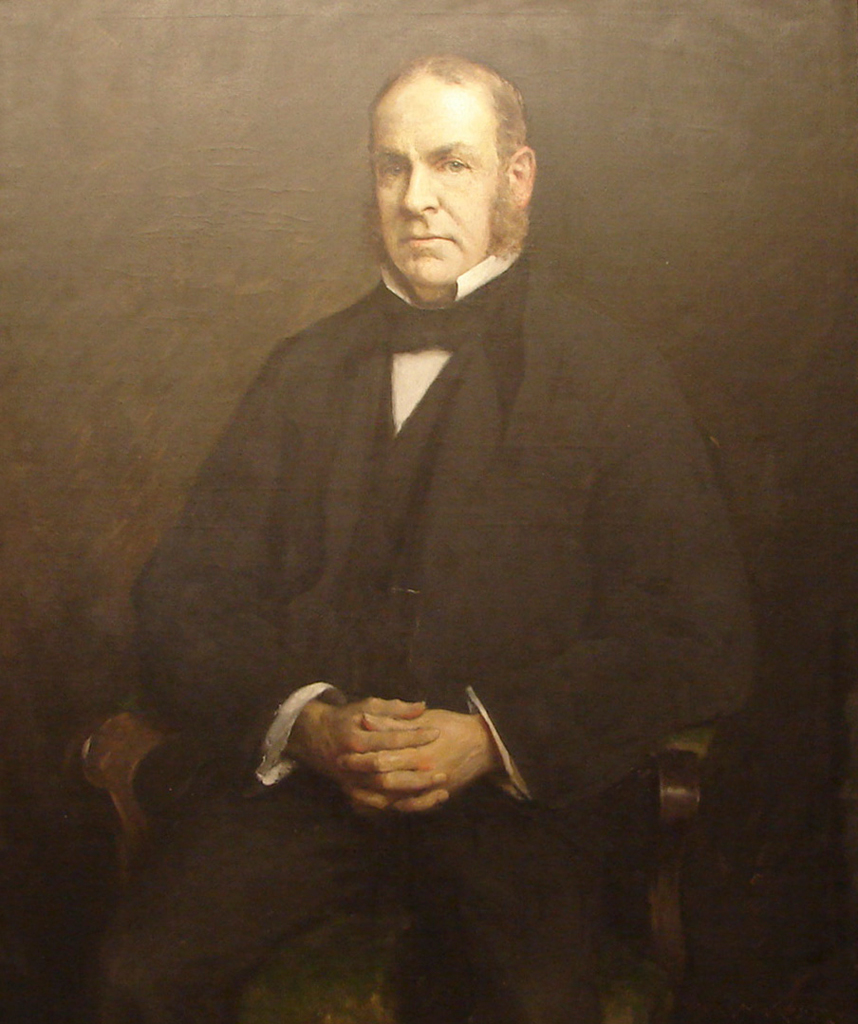
James E. Rhoads, premier président.
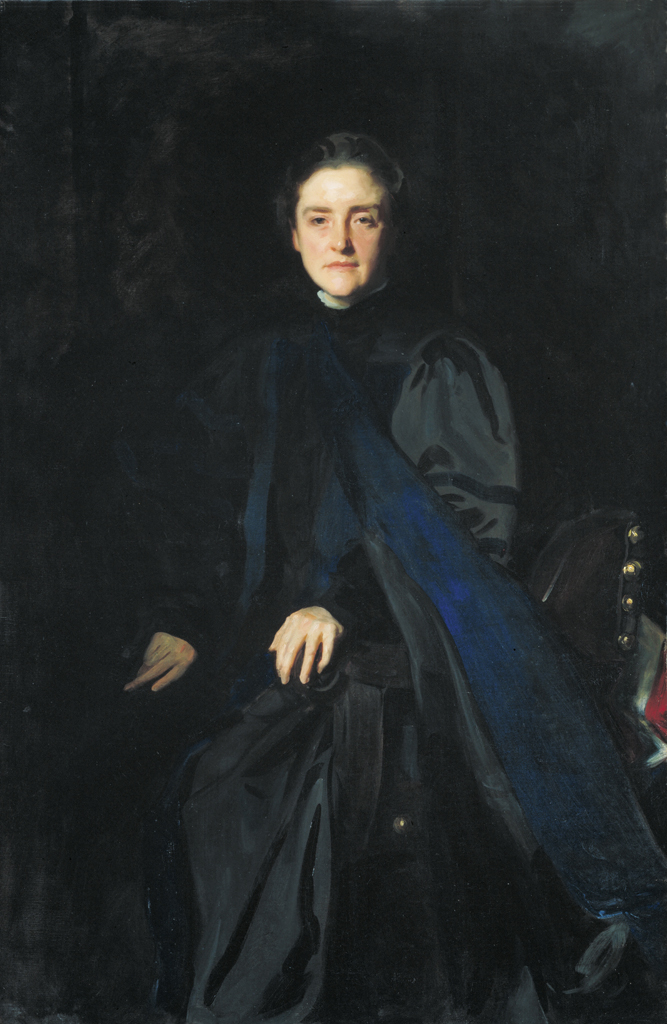
M. Carey Thomas en 1899.
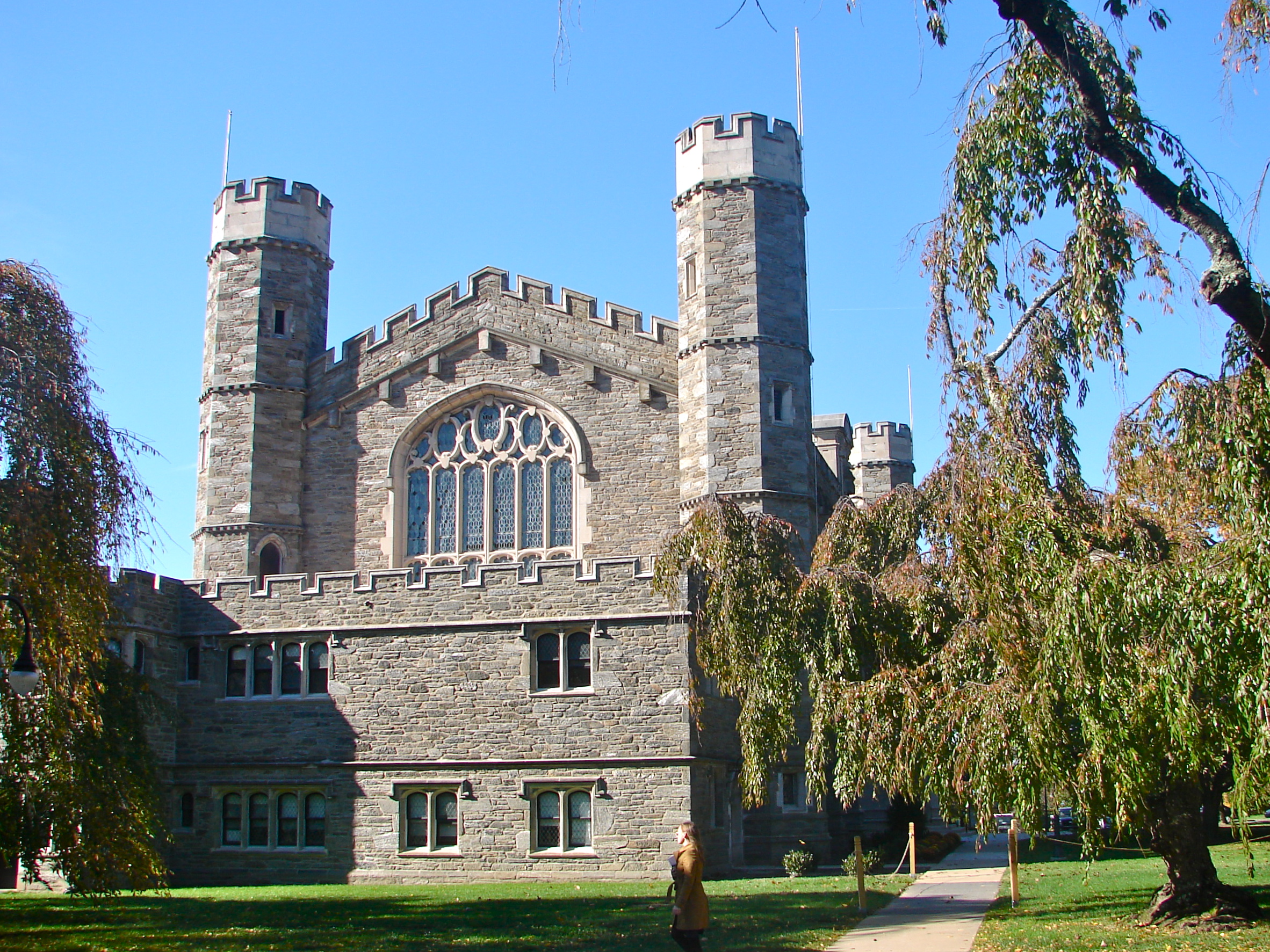
M. Carey Thomas Library (2011).
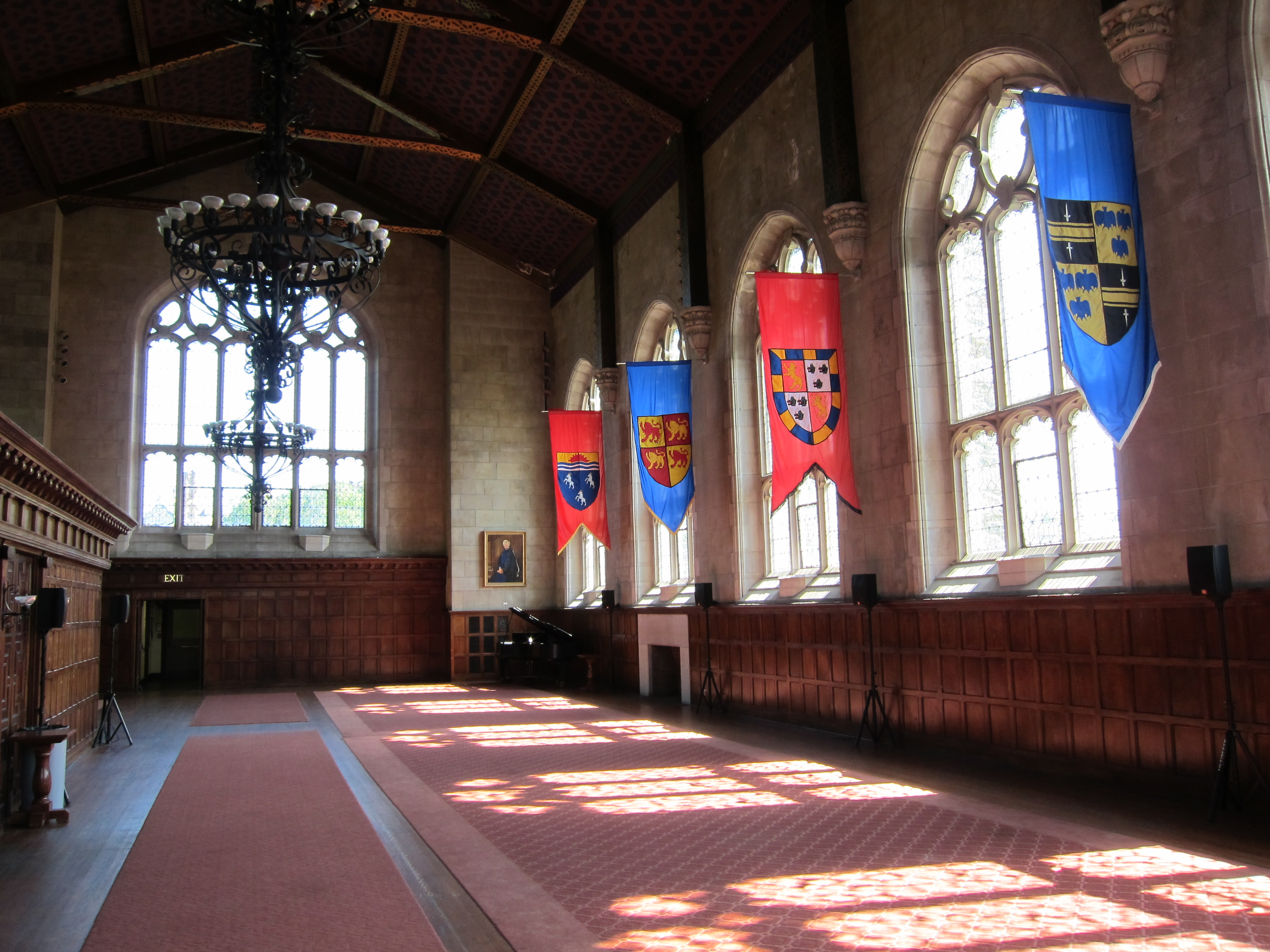
Thomas Great Hall.
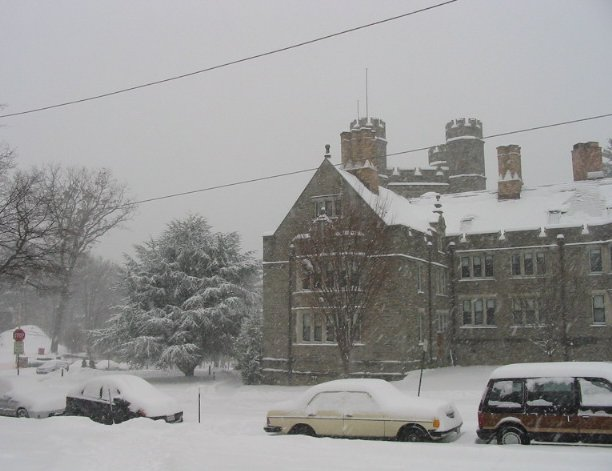
Hiver à Bryn Mawr.